# کارلوس مارتینز (بازیکن فوتبال، زاده ۱۹۸۰)
کارلوس مارتینز (انگلیسی: Carlos Martínez؛ زادهٔ ۱۳ نوامبر ۱۹۸۰) بازیکن فوتبال اهل اسپانیا است.
از باشگاه‌هایی که در آن بازی کرده‌است می‌توان به باشگاه فوتبال فوئنلابرادا، باشگاه فوتبال لگانس، باشگاه فوتبال ختافه، و باشگاه فوتبال آلکورکون اشاره کرد.